# Alighiero Noschese
Pour les articles homonymes, voir Noschese.
Alighiero Noschese (prononcé : [aliˈɡjɛːro noˈskeːze; -eːse]), né à Naples (certaines sources donnent San Giorgio a Cremano dans la province de Naples) le 25 novembre 1932 et mort à Rome le 3 décembre 1979, est un animateur de télévision, imitateur, humoriste et comédien italien.

## Biographie
Alighiero Noschese est né à Naples. Après une tentative infructueuse de travailler comme journaliste, il fait ses débuts à la radio italienne comme imitateur. Après quelques apparitions au théâtre, il devient populaire avec l'émission de télévision Doppia coppia en 1969, où, pour la première fois en Italie il est autorisé à imiter les politiciens sur la télévision d'État.
Alighiero Noschese devient populaire grâce à sa capacité à imiter, non seulement la voix des personnages, mais aussi leurs caractéristiques physiques et leurs attitudes. Dans une interview accordée juste avant sa mort, Noschese répertorie un total de 1 156 voix de personnages qu'il a imités pendant sa carrière.
Le 3 décembre 1979, au sommet de sa carrière, Noschese se suicide à l'aide d'un pistolet dans une clinique de Rome où il était soigné pour dépression.
Le 17 mars 1981, son nom apparaît dans la liste des personnes affiliées à la loge maçonnique P2 (numéro 1777).

## Filmographie partielle
- 1962 : Deux de la légion (I due della legione straniera) de Lucio Fulci
- 1963 : Obiettivo ragazze de Mario Mattoli
- 1965 : James Tont operazione U.N.O. de Bruno Corbucci
- 1970 : Deux trouillards en vadrouille (Io non scappo... fuggo) de Francesco Prosperi
- 1971 : Deux trouillards pistonnés (Io non spezzo... rompo) de Bruno Corbucci
- 1971 : La Grosse Combine (Il furto è l'anima del commercio!?...) de Bruno Corbucci
- 1972 : Boccace raconte (Boccaccio) de Bruno Corbucci
- 1972 : Il prode Anselmo e il suo scudiero de Bruno Corbucci
- 1973 : L'Autre Face du parrain de Francesco Prosperi
- 1974 : Les Incroyables Aventures d'Italiens en Russie (Una matta, matta, matta corsa in Russia) de Francesco Prosperi et Eldar Riazanov

## Émissions de télévision

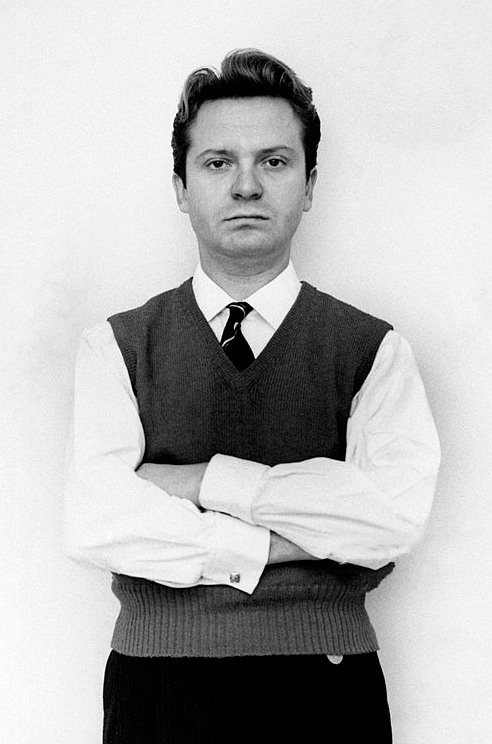
Noschese en 1962.

- 1954 : Docteur Antonio (série télé)
- 1962 : Alta fedeltà
- 1964 : Cantatutto
- 1965 : Processo a Noschese
- 1969-1970 : Doppia coppia
- 1970-1972 : Canzonissima
- 1973-1974 : Formula due
- 1978 : Ma che sera

## Quelques personnages imités
Giulio Andreotti, Lucio Battisti, Enrico Berlinguer, Mike Bongiorno, Rossano Brazzi, Francesco Cossiga, Eduardo De Filippo, Amintore Fanfani, Federico Fellini, Giorgio Gaber, Ugo La Malfa, Giovanni Leone, Domenico Modugno, Richard Nixon, Marco Pannella, Gino Paoli, Nilla Pizzi, Patty Pravo, Marisa Sannia, Alberto Sordi.

## Distinctions
- Grand officier de l'Ordre du Mérite de la République italienne, sur proposition du Président du conseil des ministres, le 2 juin 1974[11].